# Ashby De La Zouch Castle
Ashby De La Zouch Castle är en slottsruin i Storbritannien.   Det ligger i distriktet North West Leicestershire, grevskapet Leicestershire och riksdelen England, i den södra delen av landet, 160 km nordväst om huvudstaden London. Ashby De La Zouch Castle ligger 134 meter över havet.
Terrängen runt Ashby De La Zouch Castle är platt. Runt Ashby De La Zouch Castle är det tätbefolkat, med 343 invånare per kvadratkilometer. Närmaste större samhälle är Derby, 19,6 km norr om Ashby De La Zouch Castle. Trakten runt Ashby De La Zouch Castle består till största delen av jordbruksmark.